# Beeldmateriaal van de Hindenburgramp
Het beeldmateriaal van de Hindenburgramp is een serie filmopnamen gemaakt van het neerstorten van de zeppelin de Hindenburg in 1937.
De opnamen zijn vooral bekend doordat ze werden gebruikt in het Universal-journaal, dat gepresenteerd werd door Herbert Morrison. Het filmverslag is opgenomen in de National Film Registry voor conservering.